# Isla Vilkitski (Mar de Kara)
Isla Vilkitski (en ruso: Остров Вильки́цкого; Óstrov Vilkítskogo) es una isla de Rusia en el mar de Kara. Se encuentra a 40 kilómetros al noreste de la isla Shokálskogo,  las afueras de la punta de la península Gydan en el norte de Siberia. Esta isla, nombrada en honor de Borís Vilkitski, está desolada y es azotada por el viento, estando cubierta con la tundra. Vilkitski tiene forma de media luna y se encuentra dividida en dos por un estrecho en medio. Tiene 42 km de longitud, pero solo 12 km de ancho en su zona más amplia.
El mar que rodea esta isla está cubierto de hielo en el invierno y hay numerosos témpanos de hielo, incluso en el verano.